# Hugo Seyfried
Hugo Seyfried (* 4. April 1838 in Mainz; † 12. März 1911 in Kassel) war ein preußischer Generalleutnant.

## Leben
Seyfried trat am 1. Mai 1855 als überzähliger Sekondeleutnant in die Preußische Armee ein, kam Mitte Juni zur 5. Pionier-Abteilung und absolvierte von Oktober 1855 bis Juni 1857 zur weiteren Ausbildung die Vereinigte Artillerie- und Ingenieurschule. Anschließend wurde er zum Ingenieuroffizier ernannt und wirkte ab Oktober 1858 als Abteilungsadjutant. Er stieg Anfang April 1861 zum Premierleutnant auf und wurde Ende des Jahres zur Fortifikation in Königsberg kommandiert. Am 7. Januar 1862 folgte seine Versetzung zur 1. Ingenieur-Inspektion, wo er ab Mitte April 1864 als Adjutant diente. Während des Krieges gegen Österreich war Seyfried 1866 Adjutant des Ingenieuroffiziers der 1. Armee, nahm an den Schlachten bei Münchengrätz sowie Königgrätz teil und wurde mit dem Roten Adlerorden IV. Klasse mit Schwertern ausgezeichnet.
Mitte Januar 1867 avancierte er zum Hauptmann und wurde zwei Monate später mit der Ernennung zum Kompaniechef in das Garde-Pionier-Bataillon versetzt. Zugleich war Seyfried ab Mai 1867 als Mitglied der Torpedo-Kommission tätig. Bei der Mobilmachung anlässlich des Krieges gegen Frankreich kam er als 2. Ingenieuroffizier zum Generalkommando des Gardekorps und wirkte bei Mars-la-Tour, Gravelotte, Beaumont, Sedan sowie vor Paris.
Ausgezeichnet mit dem Eisernen Kreuz und dem Mecklenburgischen Militärverdienstkreuz II. Klasse wurde Seyfried nach dem Vorfrieden von Versailles Anfang April 1871 als Adjutant des Gardekorps kommandiert und unter Belassung in dieser Stellung Mitte Juni 1871 in das 3. Garde-Regiment zu Fuß versetzt. Dort avancierte er im Januar 1874 zum überzähligen Major und sieben Monate später wurde er als Kommandeur des II. Bataillons im 3. Westfälischen Infanterie-Regiment Nr. 16 nach Köln versetzt. Daran schloss sich ab April 1881 eine Verwendung als Oberstleutnant und Kommandeur des Füsilier-Bataillons im Infanterie-Regiment Nr. 131 in Höxter an. Seyfried rückte Mitte November 1883 zum etatmäßigen Stabsoffizier auf und wurde am 26. März 1885 als Chef der 2. Abteilung für die Armee-Angelegenheiten B des Allgemeinen Kriegsdepartements in das Kriegsministerium versetzt. In dieser Stellung wurde er Mitte April 1885 Oberst, Ende Oktober in das zwischenzeitlich in Metz stationierte Infanterie-Regiment Nr. 131 kommandiert und am 4. Dezember 1886 zum Regimentskommandeur ernannt. Ab dem 19. September 1888 war Seyfried als Generalmajor Kommandeur der 43. Infanterie-Brigade in Kassel und erhielt in dieser Eigenschaft 1890 das Waldecksche Militär-Verdienstkreuz I. Klasse sowie das Komturkreuz I. Klasse des Herzoglich Sachsen-Ernestinischen Hausordens. Nachdem man ihn am 14. Februar 1891 zunächst mit der Führung der 18. Division in Flensburg beauftragt hatte, avancierte er unter Beförderung zum Generalleutnant am 16. Mai 1891 zum Kommandeur dieses Großverbandes. In Genehmigung seines Abschiedsgesuches wurde Seyfried am 17. Mai 1892 mit Pension zur Disposition gestellt. Anlässlich seiner Verabschiedung würdigte ihn Kaiser Wilhelm II. mit dem Stern zum Roten Adlerorden II. Klasse mit Eichenlaub und Schwertern am Ringe.